# 스기우라 세이켄

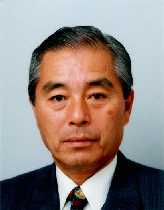
스기우라 세이켄

스기우라 세이켄(일본어: 杉浦 正健, 1934년 7월 26일 ~) 은 일본의 정치인으로, 자유민주당 소속의 전 중의원 의원이다.
아이치현 오카자키시에서 태어나, 도쿄 대학 경제학부를 졸업하였다. 1986년, 지난 해 사망한 나카노 시로(中野四郎) 전 국토청 장관의 후임으로 제38회 중의원 총선거에 출마했으며, 출마한 구 아이치 4구에서 첫 당선되었다. 1993년 총 선거에서 한 번 패했으나, 1996년 중의원 의원 총 선거에서 당선돼 중의원 의원을 총 여섯 번 지냈다.
2005년 10월 31일 설립된 제3차 고이즈미 내각 개조내각에서 법무대신을 지냈으며, 자신의 불교적 신념 때문에 법무 대신 재임 기간 동안 사형 집행을 하지 않았다. 고이즈미 준이치로의 측근이었던 그는, 고이즈미 은퇴 후에는 나카가와 히데나오의 측근으로 있었다. 2009년 총선에서 민주당의 나카네 야스히로(中根康浩) 에게 패해 정계에서 은퇴하였다.

## 같이 보기
- 한일의원연맹